# 孙铭徽
孫銘徽（1996年4月26日—），男，吉林省吉林市人，中國現役職業籃球運動員，現效力於CBA聯盟的浙江廣廈，場上位置為後衛。曾代表中國参加2018年亚洲运动会男子篮球比赛，并获得金牌。他获得了2017年CBA全明星周末星锐赛最有价值球员。